# Emma Kretschmer
Emma Kretschmer (* 9. Juni 1895 in Oberbrüden; † 20. September 1960 in Karlsruhe) war eine deutsche Pädagogin, Kindergärtnerin und Leiterin mehrerer sozialer Ausbildungsstätten.

## Leben und Wirken
Sie war das fünfte und jüngste Kind des Pfarrerehepaares Ernst und Luise (geb. Bengel) Kretschmer. Ihr sieben Jahre älterer Bruder Ernst wurde ein bekannter Psychiater. Die Eltern hatten ihre Tochter privat unterrichtet. Im Alter von 17 Jahren entschied  sich Emma Kretschmer für eine Ausbildung zur „Kindergärtnerin I. Klasse“, die sie in Stuttgart absolvierte. Mit dem Zertifikat „Kindergärtnerin I. Klasse“ war verbunden, dass die Kindergärtnerin auch in den ersten drei Volksschulklassen unterrichten durfte. Von 1917 bis 1924 arbeitete sie mit taubstummen Kindern in der Paulinenpflege Winnenden, wohin die inzwischen vaterlos gewordene Familie übersiedelt war, und leitete anschließend in der gleichen Einrichtung ein Heim für schulpflichtige Fürsorgekinder.
1929 übernahm Emma Kretschmer die Leitung des Übungskindergartens am neu eröffneten Evangelischen Fröbelseminars in Ulm-Söflingen. 1937 wurde ihr die Verantwortung für die konfessionell gebundene Ausbildungsstätte übertragen. Zu ihren Schülerinnen gehörte Sophie Scholl. Nachdem das Seminar im Schuljahr 1943/44 seinen Betrieb einstellen musste, wechselte Emma Kretschmer als Leiterin an das Kindergärtnerinnen- und Hortnerinnen-Seminar des Ev. Diakonissenhauses Bethlehem Karlsruhe; zugleich übernahm sie auch die dem Seminar angeschlossene Kinderpflegerinnenschule. Bis zu ihrem Tod leitete sie die sozialen Ausbildungsstätten.
Die Seminarleiterin war eine Vertreterin der Fröbelpädagogik. In ihrem Aufsatz Fröbel im Alltag des Kindergartens schrieb sie, die Kindergärtnerin persönlich ansprechend, über Fröbels dritte Gabe:
Dies kleine Ding muß man geradezu lieben. Es hat in besonderer Weise die Kennzeichen der Fröbelschen Spieldinge an sich: Es ist schlicht und unerschöpflich in einem. Der Kinder wahrer Freude. Spiele mit, gib ihm ein Fähnchen auf seinem Turm..., dessen Herstellung schon eine beträchtliche Leistung für die Kleinen ist. Sogar das Aus- und Einpacken des Inhalts, das Auf- und Zumachen des Kästchens ist eine solche und oftmals schon Unterhaltung genug. Laß dir sagen, welche Weisung Fröbel gibt: 'Du mußt für jedes deiner Kinder ein ganz eigenes Spielkästchen der dritten Gabe haben' .
Ende der 1940er Jahre entwickelte Emma Kretschmer eigene und erweiterte Fröbel-Gaben, die von der Firma Dusyma vertrieben wurden.

## Werke (Auswahl)
- Fröbel im Alltag des Kindergartens, in: Evangelische Kinderpflege 1952, S. 94 ff.
- Laßt uns unseren Kindern leben, in: Evangelische Welt 1952, S. 291 ff.